# Syväjärvi (Gällivare socken, Lappland, 743587-174875)
Syväjärvi är en sjö i Gällivare kommun i Lappland och ingår i Kalixälvens huvudavrinningsområde.